# Drużynowy Puchar Świata na Żużlu 2004
Drużynowy Puchar Świata 2004 (DPŚ) – czwarta edycja turnieju, wyłaniającą najlepszą reprezentację na żużlu. Finały po raz ostatni odbyły się w jednym państwie - w Wielkiej Brytanii. Zmniejszono także liczbę finalistów do ośmiu, rezygnując jednocześnie z rozgrywania biegów w obsadzie pięciu zawodników. Tytułu bronili Szwedzi.

## Zasady
To turnieju przystąpiło 14 zespołów. Osiem od turniejów eliminacyjnych (po cztery zespoły) z których do turnieju finałowego awansowali zwycięzcy.
W turnieju finałowych wystąpiło 8 reprezentacji, podzielonych na dwa półfinały po 4 zespoły. Bez eliminacji w finałach wystąpiły najlepsze sześć reprezentacji z zeszłorocznego DPŚ. Z każdego półfinału do finału awansował tylko zwycięzca. Zespoły z drugich i trzecich miejsc wystąpiły w barażu. Z barażu do finału awansowały dwie najlepsze drużyny.

## Eliminacje
W eliminacjach wystąpiły drużyny, które w zeszłorocznym DPŚ zajęły miejsca 7-12 oraz pozostałe zgłoszone zespoły.

### (1) Lonigo
10 lipca 2004 – Lonigo (Włochy)
| Msc | | Drużyna / Zawodnik                                             | Biegi     | Punkty |
| --- | --- | -------------------------------------------------------------- | --------- | ------ |
| 1   | | Włochy                                                         | Włochy    | 54     |
| 1   | (1) Paolo Salvatelli (2) Armando Castagna (3) Emiliano Sanchez (4) Simone Terenzani (5) Andrea Maida  | (2,3,1,2,3) (1,3,3,1,3) (3,2,3,1,3) (1,3,1,3,3) (3,0,2,2,2)    | 11 12 1 9 |        |
| 2   | | Niemcy                                                         | Niemcy    | 47     |
| 2   | (1) Mirko Wolter (2) Martin Smolinski (3) Matthias Schultz (4) Christian Hefenbrock (5) Thomas Stange | (3,2,2,3,0) (3,3,3,3,2) (1,1,3,2,2) (2,1,3,2,1) (1,1,2,1,u)    | 10 14 9 5 |        |
| 3   | | Finlandia                                                      | Finlandia | 31     |
| 3   | (1) Kai Laukkanen (2) Tero Aarnio (3) Kauko Nieminen (4) Tomi Reima (5) Juha Hautamaki                | (1,3,2,3,3,3) (2,1,0,-,2) (ns,1,2,2,2) (w,2,0,T,0) (2,0,d,0,0) | 15 5 7 2  |        |
| 4   | | Łotwa                                                          | Łotwa     | 18     |
| 4   | (1) Kjastas Puodzuks (2) Leonid Paura (3) Nikolaj Kokin (4) Andrej Korolew (5) Aleksander Biznia      | (0,2,1,0,1) (0,0,1,u,0) (2,2,0,1,1) (3,0,1,1,1) (0,0,0,d,1)    | 4 1 6 1   |        |

### (2) Gyula
10 lipca 2004 – Gyula (Węgry)
| Msc | | Drużyna / Zawodnik                                                | Biegi       | Punkty |
| --- | --- | ----------------------------------------------------------------- | ----------- | ------ |
| 1   | | Węgry                                                             | Węgry       | 51     |
| 1   | (1) Sándor Tihanyi (2) Szabolcs Vida (3) Norbert Magosi (4) Atilla Stefani (5) Laszlo Szatmari       | (2,3,3,3,3) (0,2,1,1,0) (3,3,2,3,2) (2,1,3,2,2) (3,3,1,1,2)       | 14 4 13 10  |        |
| 2   | | Słowenia                                                          | Słowenia    | 47     |
| 2   | (1) Matej Žagar (2) Jernej Kolenko (3) Izak Santej (4) Primoż Legan (5) Ales Kraljic                 | (3,3,3,3,3,3) (3,2,2,0,2,1) (2,3,3,0,2,3) (1,0,0,-,2) (1,2,0,-,-) | 18 10 13 3  |        |
| 3   | | Rosja                                                             | Rosja       | 42     |
| 3   | (1) Denis Sajfutdinow (2) Roman Iwanow (3) Wiktor Golubowski (4) Ilja Bondarenko (5) Sergiej Eroshin | (1,1,2,1,-) (1,1,3,1,3,1) (1,1,2,3,1) (3,1,2,2,3) (2,2,1,2,1)     | 5 10 8 11 8 |        |
| 4   | | Austria                                                           | Austria     | 10     |
| 4   | (1) Fritz Wallner (2) Manuel Hauzinger (3) Norbert Grogletz (4) Mario Ozelt (5) Oliver Ozelt         | (0,0,1,2,1) (2,2,1,1,0) (0,0,0,0,0)                               | 4 6 0       |        |

## Półfinały
W turnieju finałowym wystąpiło 8 reprezentacji (czołowa szóstka z zeszłorocznego DPŚ oraz dwa zespoły z eliminacji).

### (1) Eastbourne
2 sierpnia 2004 – Eastbourne (Wielka Brytania)
| Msc | | Drużyna / Zawodnik                                             | Biegi           | Punkty |
| --- | --- | -------------------------------------------------------------- | --------------- | ------ |
| 1   | | Wielka Brytania                                                | Wielka Brytania | 58     |
| 1   | (1) Mark Loram (2) David Norris (3) Joe Screen (4) Scott Nicholls (5) Lee Richardson                   | (3,3,3,3,3) (2,w,3,3,3) (2,2,2,1,2) (2,2,3,3,3) (2,3,2,1,2)    | 15 11 9 13 10   |        |
| 2   | | Szwecja                                                        | Szwecja         | 50     |
| 2   | (1) Andreas Jonsson (2) Tony Rickardsson (3) Mikael Max (4) Peter Karlsson (5) Antonio Lindbäck        | (2,3,4J,2,3) (3,w,3,3,2) (1,1,2,2,1) (3,2,2,3,3) (T,3,w,d,2)   | 14 11 7 13 5    |        |
| 3   | | Polska                                                         | Polska          | 39     |
| 3   | (1) Tomasz Gollob (2) Jarosław Hampel (3) Grzegorz Walasek (4) Janusz Kołodziej (5) Krzysztof Kasprzak | (1,3,6J,2,2) (1,2,1,2,2,1) (3,1,1,T,1) (1,2,1,-,1) (3,1,w,1,w) | 14 9 6 5        |        |
| 4   | | Węgry                                                          | Węgry           | 6      |
| 4   | (1) Norbert Magosi (2) Sándor Tihanyi (3) Atilla Stefani (4) Laszlo Szatmari (5) Szabolcs Vida         | (0,1,w,0J,0) (0,0,0,0,0) (0,1,1,-,0) (0,0,w,1,1,u) (1,u,0,0,d) | 1 0 2 1         |        |

J - Joker: punkty zawodnika mnożone razy dwa

### (2) Eastbourne
3 sierpnia 2004 – Eastbourne (Wielka Brytania)
| Msc | | Drużyna / Zawodnik                                               | Biegi         | Punkty |
| --- | --- | ---------------------------------------------------------------- | ------------- | ------ |
| 1   | | Dania                                                            | Dania         | 60     |
| 1   | (1) Hans Andersen (2) Nicki Pedersen (3) Kenneth Bjerre (4) Niels Kristian Iversen (5) Bjarne Pedersen | (3,3,3,2,2) (3,3,3,2,3) (2,w,3,3,1) (2,3,3,2,1) (2,2,3,3,3)      | 13 14 9 11 13 |        |
| 2   | | Australia                                                        | Australia     | 52     |
| 2   | (1) Ryan Sullivan (2) Steve Johnston (3) Leigh Adams (4) Jason Crump (5) Adam Shields                  | (1,1,2,3,3) (2,3,2,2,w) (3,2,2,6J,w) (3,3,2,3,1) (3,1,2,u,2)     | 10 9 13 12 8  |        |
| 3   | | Czechy                                                           | Czechy        | 32     |
| 3   | (1) Aleš Dryml (2) Bohumil Brhel (3) Lukáš Dryml (4) Tomas Topinka (5) Josef Franc                     | (2,1,1,2,6J) (1,2,1,0,1) (1,2,d,u,3) (1,1,2,1,1,1) (0,-,1,1,0)   | 12 5 6 7 2    |        |
| 4   | | Włochy                                                           | Włochy        | 14     |
| 4   | (1) Andrea Maida (2) Paolo Salvatelli (3) Emiliano Sanchez (4) Daniele Tessari (5) Simone Terenzani    | (0,0,0,1,0) (u,0,1,0,2) (0,0,0,0,2,4J) (0,0,0,-,-) (1,1,0,1,1,0) | 1 3 6 0 4     |        |

J - Joker: punkty zawodnika mnożone razy dwa

## Baraż
W barażu wystąpiły zespoły, które w półfinałach zajęły drugie i trzecie miejsca. Awans do finału wywalczą dwa pierwsze zespoły.

### Poole
5 sierpnia 2004 – Poole (Wielka Brytania)

| Msc | | Drużyna / Zawodnik                                             | Biegi        | Punkty |
| --- | --- | -------------------------------------------------------------- | ------------ | ------ |
| 1   | | Szwecja                                                        | Szwecja      | 49     |
| 1   | (1) Mikael Max (2) Tony Rickardsson (3) Antonio Lindbäck (4) Andreas Jonsson (5) Peter Karlsson        | (1,1,2,w,2) (1,2,3,1,3) (w,w,3,2,3) (2,2,2,3,3) (3,3,2,2,3)    | 6 10 8 12 13 |        |
| 2   | | Polska                                                         | Polska       | 43     |
| 2   | (1) Grzegorz Walasek (2) Jarosław Hampel (3) Tomasz Gollob (4) Janusz Kołodziej (5) Krzysztof Kasprzak | (3,1,0,1,0) (3,2,3,1,1) (2,3,2,3,2) (1,2,1,2,3) (2,0,3,0,2)    | 5 10 12 9 7  |        |
| 3   | | Australia                                                      | Australia    | 42     |
| 3   | (1) Ryan Sullivan (2) Steve Johnston (3) Leigh Adams (4) Jason Crump (5) Craig Boyce                   | (0,0,2,3,1) (2,1,1,2,1) (3,3,3,3,2) (3,3,1,3,2J) (0,1,0,2,0)   | 6 7 14 12 3  |        |
| 4   | | Czechy                                                         | Czechy       | 17     |
| 4   | (1) Tomas Topinka (2) Aleš Dryml (3) Bohumil Brhel (4) Lukáš Dryml (5) Josef Franc                     | (2,3,0J,0,0,0) (0,1,1,1,1) (1,0,0,w,0) (0,2,1,0,2) (1,0,-,1,0) | 5 4 1 5 2    |        |

J - Joker: punkty zawodnika mnożone razy dwa

## Finał

### Poole
7 sierpnia 2004 – Poole (Wielka Brytania)
| Msc | | Drużyna / Zawodnik                                               | Biegi           | Punkty |
| --- | --- | ---------------------------------------------------------------- | --------------- | ------ |
| 1   | | Szwecja                                                          | Szwecja         | 49     |
| 1   | (1) Mikael Max (2) Tony Rickardsson (3) Antonio Lindbäck (4) Andreas Jonsson (5) Peter Karlsson        | (2,1,3,1,2) (3,3,3,0,3) (1,3,0,3,2) (1,1,2,0,3) (w,3,3,3,3)      | 9 12 9 7 12     |        |
| 2   | | Wielka Brytania                                                  | Wielka Brytania | 48     |
| 2   | (1) David Norris (2) Lee Richardson (3) Mark Loram (4) Scott Nicholls (5) Gary Havelock                | (1,3,3,1,1) (1,0,3,3,3) (3,2,2,3,2) (3,1,2,d,2) (3,1,2,2,1)      | 9 10 12 8 9     |        |
| 3   | | Dania                                                            | Dania           | 32     |
| 3   | (1) Hans Andersen (2) Nicki Pedersen (3) Kenneth Bjerre (4) Niels Kristian Iversen (5) Bjarne Pedersen | (3,2,1,2,3,0) (0,2,1,1,w) (2,1,1,-,0) (u,3,1,0,1) (1,2,2J,2,1)   | 11 4 5 8        |        |
| 4   | | Polska                                                           | Polska          | 22     |
| 4   | (1) Krzysztof Kasprzak (2) Jarosław Hampel (3) Tomasz Gollob (4) Janusz Kołodziej (5) Marcin Rempała   | (0,0,0,-,-) (2,0,0,2,0) (0,u,0,0,1) (2,2,2,1,3,wJ) (2,0,0,2,1,2) | 0 4 1 10 7      |        |

J - Joker: punkty zawodnika mnożone razy dwa

## Klasyfikacja końcowa
| Msc | Drużyna         |
| --- | --------------- |
| 1.  | Szwecja         |
| 2.  | Wielka Brytania |
| 3.  | Dania           |
| 4.  | Polska          |
| 5.  | Australia       |
| 6.  | Czechy          |
| 7.  | Włochy          |
| 8.  | Węgry           |